# 霍利鎮區 (明尼蘇達州莫雷縣)
霍利鎮區（英語：Holly Township）是位於美國明尼蘇達州莫雷縣的一個行政鎮區。

## 歷史
霍利鎮區於1872年設立，得名自早期定居者約翰·Z·霍利（John Z. Holly）。

## 地方資料
霍利鎮區的面積為92.56平方千米，皆為陸地。根據2020年美國人口普查的數據，當地共有人口98人，而人口密度為每平方千米1.06人。